# Юровск
Юровск — село в Уватском районе Тюменской области в составе Юровского сельского поселения.

## География
Находится на правом берегу Иртыша на расстоянии примерно 34 километров на север от районного центра села Уват.

## Климат
Климат с продолжительной и холодной зимой с сильными ветрами и метелями, непродолжительным теплым летом, короткими переходными весенним и осенним сезонами. Среднемесячные значения изменяются от минус 22,0-19,2°С в январе до плюс 16,9-17,6°С в июле; при этом средняя температура зимних месяцев составляет минус 17,7-20,6°С, летних — плюс 14,6-15,6°С. Среднегодовое количество осадков составляет 559—676 мм, однако сезонное распределение их крайне неравномерно. Основная масса осадков наблюдается в теплый период года (с апреля по октябрь) при максимуме в июле-августе (77-82 мм). Устойчивый снежный покров образуется в среднем в конце октября, при этом сроки его появления и образования из года в год сильно колеблются в зависимости от характера погоды в предзимний период. Число дней с устойчивым снежным покровом составляет 185—189 дней. Максимальная высота снежного покрова на защищенных участках может принимать значения 98-129 см.

## История
Село известно с 1780 года. Церковь построена в 1804 году. В 1926 учтено 326 жителей.

## Население
| 1989 | 2002 | 2010 |
| ---- | ---- | ---- |
| 0    | ↗1   | ↘0   |

Постоянное население составляло 1 человек в 2002 году (русской национальности), 0 человек в 2010 году.